# Bereketa
Bereketa est une commune urbaine malgache située dans la partie centre de la région d'Atsimo-Andrefana.